# Unité Cheonghae
Le Groupe opérationnel d’escorte en mer de Somalie de la marine de la République de Corée (en coréen : 대한민국 해군 소말리아 해역 호송전대), également connu sous le nom d'unité Cheonghae (en coréen : 청해부대, en Hanja : 淸海部隊) a été créé par la marine de la république de Corée pour protéger les navires civils près des côtes somaliennes dans le cadre de la  Combined Task Force 151, face à la piraterie autour de la Corne de l'Afrique. Formé en 2008, sa mission est toujours d'actualité début 2025.
La force opérationnelle navale est nommée d’après la base militaire coréenne historique du IXe siècle de Cheonghaejin.
Déployée à partir de la base navale de Jinhae, l’unité Cheonghae est chargée d’escorter en toute sécurité des centaines de navires de commerce. Elle a mené plusieurs sauvetages impliquant des navires des Bahamas, du Danemark, de la Corée du Nord et de la Corée du Sud. En janvier 2011, des commandos de l’unité Cheonghae ont exécuté avec succès un sauvetage très médiatisé d’un pétrolier sud-coréen, libérant des membres d’équipage retenus en otage par des pirates somaliens.

## Histoire opérationnelle

### 2009

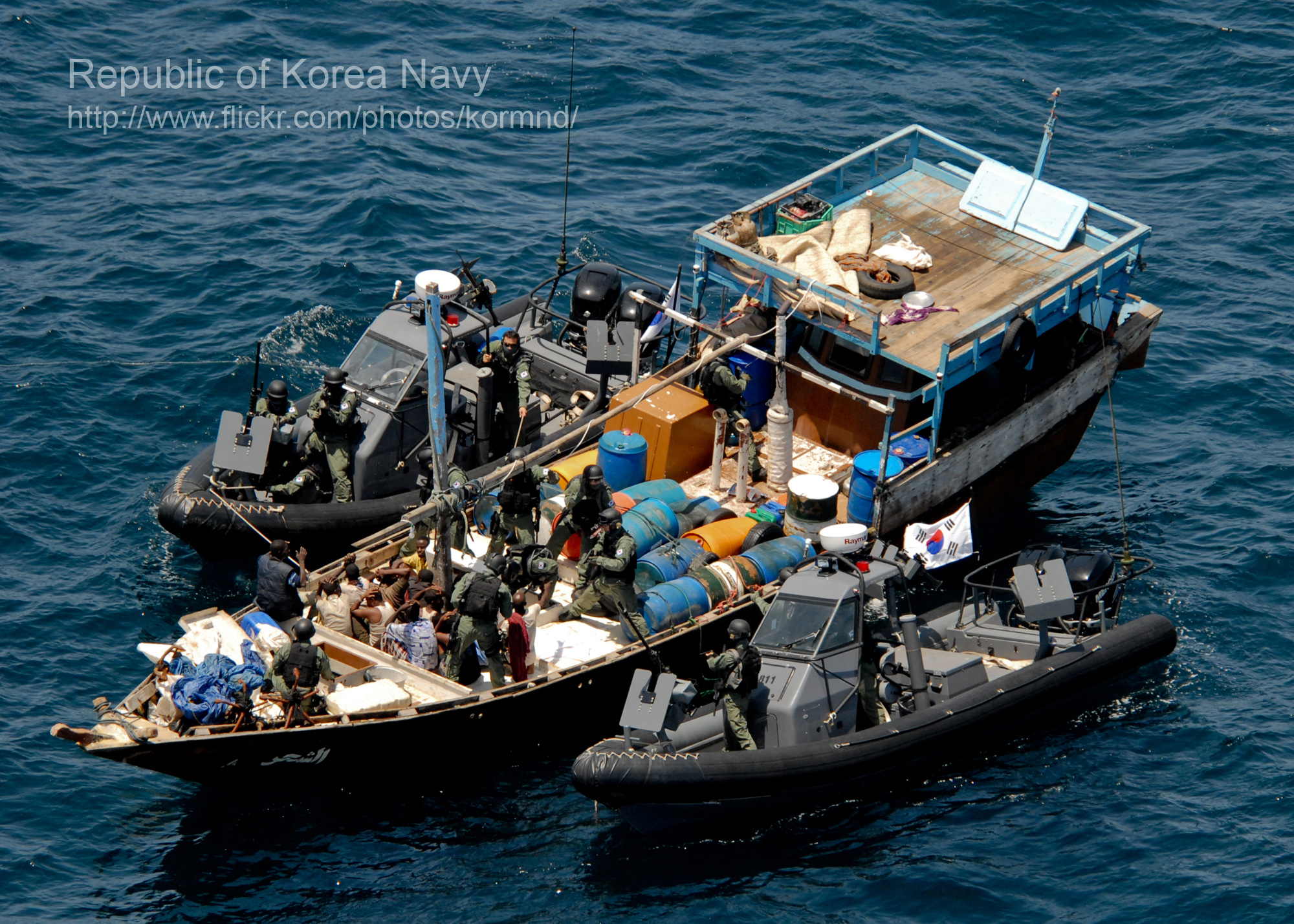
Inspection d'un boutre par la marine sud-coréenne en 2009.

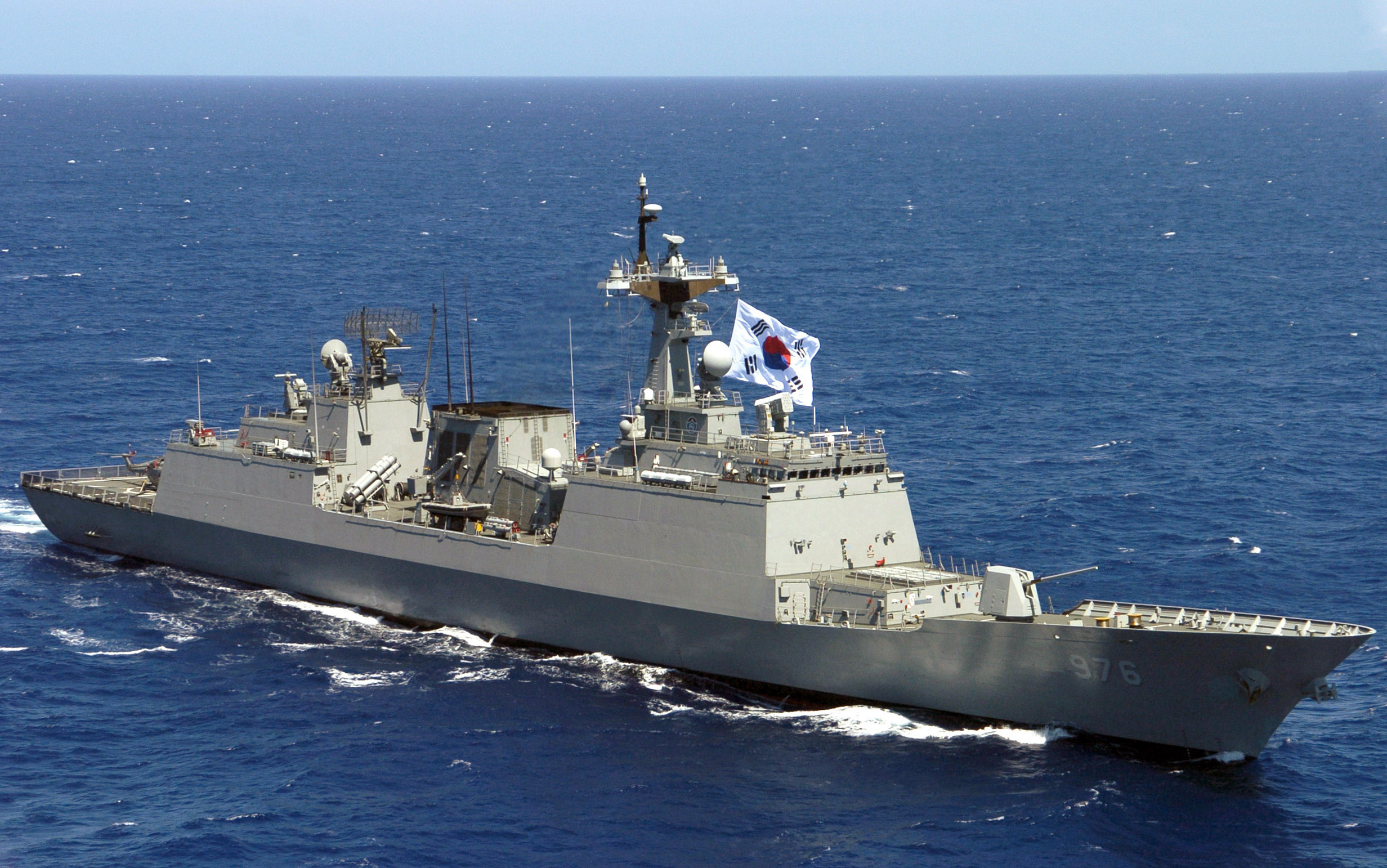
Le (DDH-976)

Le ROKS Munmu le Grand (DDH-976) a été le premier navire à être déployé dans les eaux somaliennes, le 13 mars 2009 dans le cadre de l'opération Ocean Shield.
Le 17 avril, il a dissuadé des pirates de monter à bord du cargo Puma, qui était enregistré au Danemark,.
Le 4 mai, le Munmu le Grand a répondu à un appel de détresse du navire marchand nord-coréen Dabaksol. Un hélicoptère militaire Westland Lynx a été lancé pour protéger le Dabaksol jusqu’à ce que les pirates se soient enfuis. Les marins nord-coréens ont remercié les membres de l’unité avant de se rendre en Inde. Un membre des chefs d’état-major interarmées de la République de Corée a déclaré : « C’est la première fois que la marine sud-coréenne sauve un cargo nord-coréen d’une attaque de pirate. Selon le droit international de la mer, nous devons aider tous les navires, quelle que soit leur nationalité. »
Le ROKS Dae Jo-yeong a été envoyé en juillet 2009 pour relever le Munmu le Grand et a secouru quatre navires civils. En août, le Dae Joyeong a attaqué un bateau pirate qui poursuivait le porte-conteneurs bahaméen Notos Scan. En septembre, il a libéré le navire de commerce chypriote Alexandria, ainsi que cinq membres d’équipage yéménites détenus par des pirates.
Le ROKS Chungmugong Yi Sun-sin a été déployé en novembre 2009 pour devenir le troisième navire de l’unité Cheonghae. Il a escorté 460 navires au cours de sa période de service et vaincu les pirates à deux reprises.

### 2010

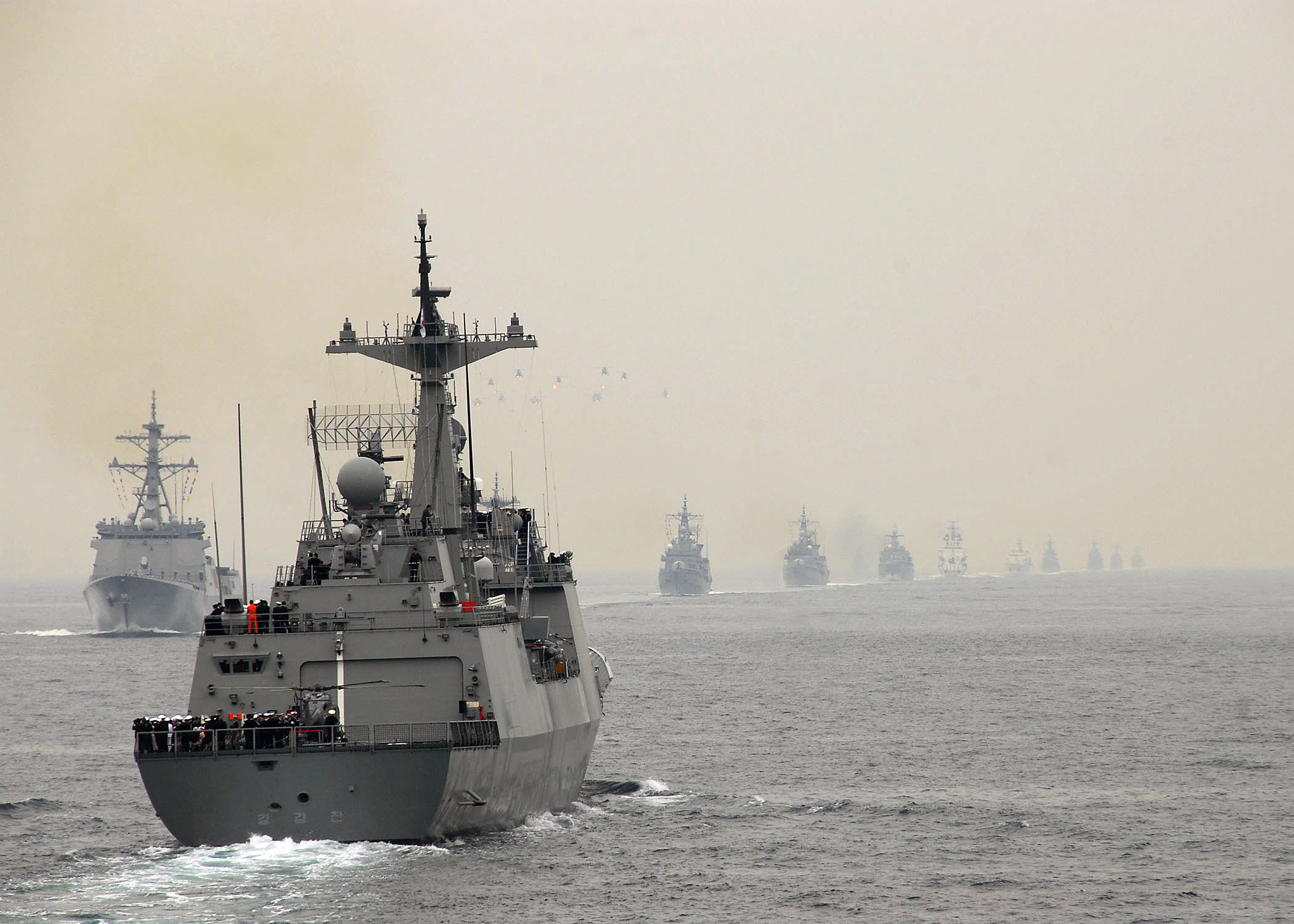
Le destroyer, de classe Chungmugong Yi Sun-sin.

Le 4 avril 2010, des pirates somaliens ont pris le contrôle du superpétrolier sud-coréen Samho Dream avec ses 24 membres d’équipage, dont cinq Coréens et dix-neuf Philippins. Lorsque le Chungmugong Yi Sun-sin a poursuivi le navire détourné, les pirates ont menacé de tuer l’équipage du pétrolier.
Le ROKS Gang Gam-chan a relevé le Yi Sun-shin en mai 2010 et, plus tard ce mois-là, a transporté vers un hôpital les membres d’équipage blessés d’un navire de forage bahaméen. En août, le Gang Gam-chan a également fourni une assistance médicale à l’équipage d’un navire immatriculé à Hong Kong.
Le ROKS Wang Geon a été déployé plus tard cette année-là pour devenir le cinquième navire de l’unité Cheonghae. Parmi les 432 navires qu’il a escorté figurait le Samho Dream, qui avait finalement été libéré par des pirates en novembre moyennant le paiement d’une rançon record de 9,5 millions de dollars.

### Opération de sauvetage de 2011

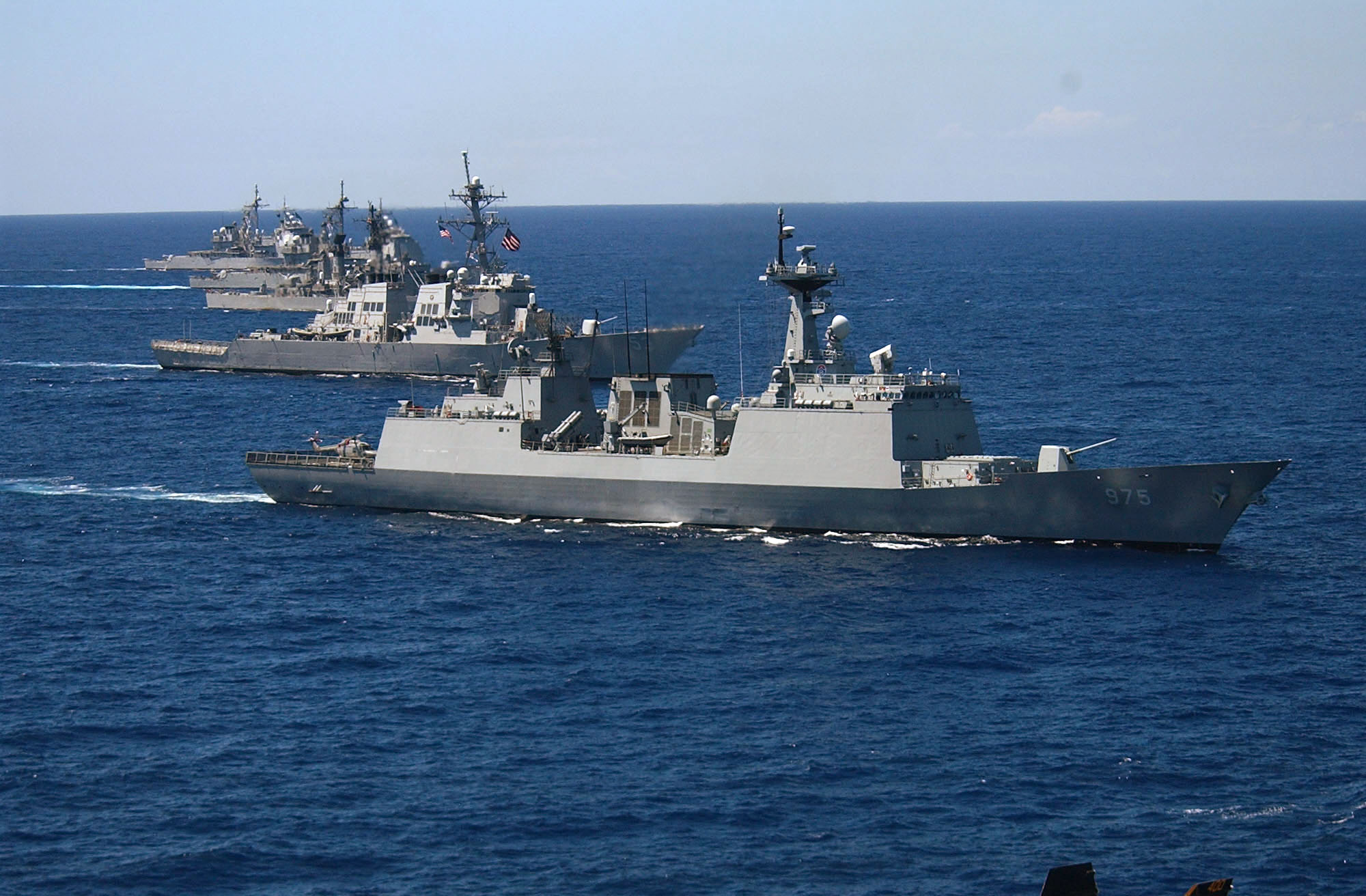
Le

Le 21 janvier 2011, l’unité Cheonghae a secouru l’équipage du Samho Jewelry, un chimiquier retenu en otage par des pirates somaliens. 8 pirates ont été tués et 5 ont été capturés. Le capitaine du pétrolier a été blessé au cours de l’opération, mais le reste des membres de l’équipage n’a pas été blessé.

### Infection au COVID-19 en 2021
Le 19 juillet 2021, il est signalé que 247 des 301 membres d’équipage du 34e contingent de l’unité Cheonghae sur le Munmu le Grand ont été testés positifs au covid-19. Deux KC-330 KC-330 de l’armée de l'air coréenne sont partis avec 200 membres d’équipage de remplacement pour transporter les 301 membres d’équipage entiers en Corée du Sud.
Après le retour en Corée du Sud, il est révélé que 270 membres d’équipage sont testés positifs.

### Rotation de l’unité

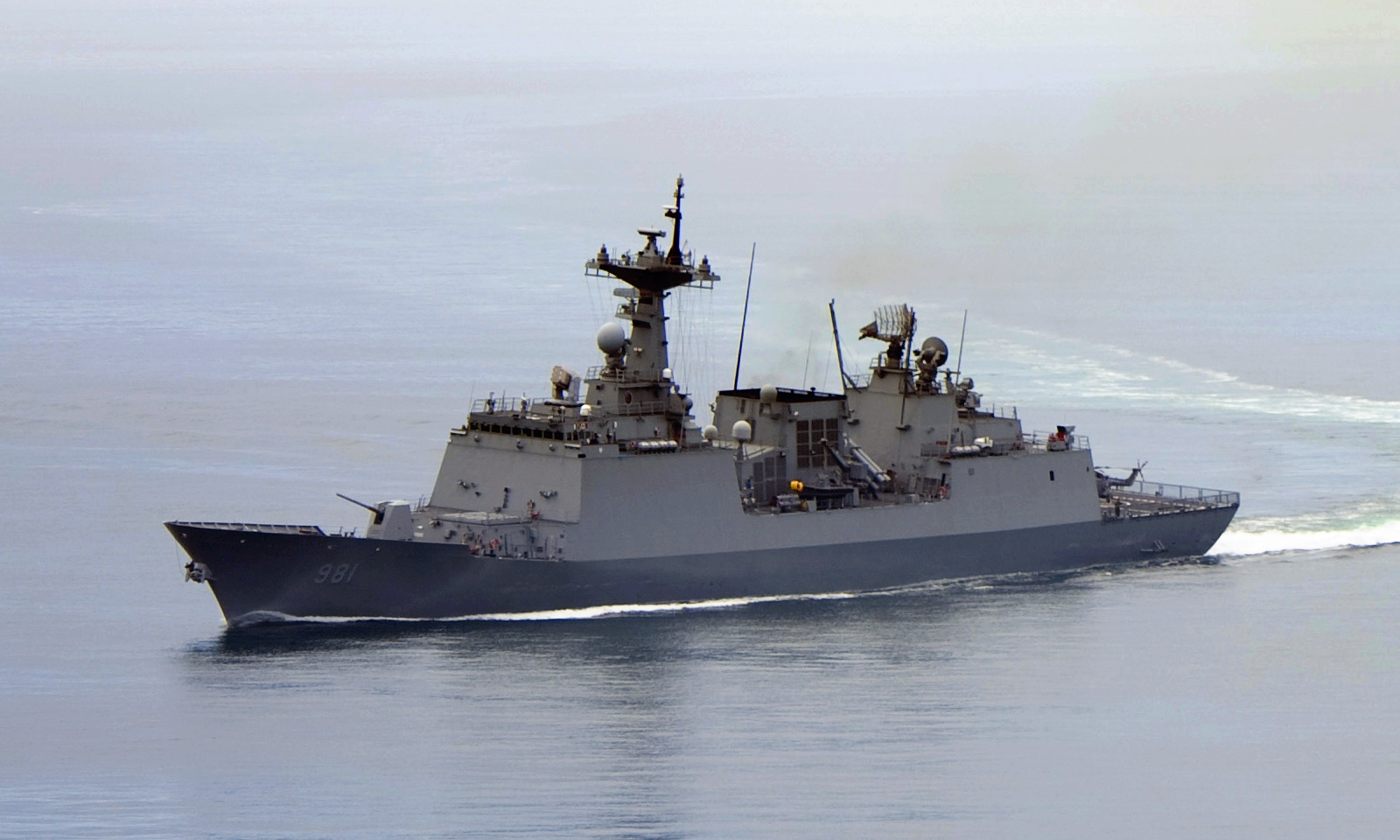
Le (DDH-981)

44 rotations en date de mars 2025.
| Rotation | Effectif | Liste des navires                | Départ           | Début de la mission | Fin de la mission | Retour au port    | Notes & événements                                             |
| -------- | -------- | -------------------------------- | ---------------- | ------------------- | ----------------- | ----------------- | -------------------------------------------------------------- |
| 1ère     | 300      | Munmu le Grand (DDH-976)         | 13 mars 2009     | 16 avril 2009       | 19 août 2009      | 14 septembre 2009 |                                                                |
| 2ème     | 300      | Dae Jo-yeong (DDH-977)           | 16 juillet 2009  | 19 août 2009        | 23 décembre 2009  | 18 janvier 2010   |                                                                |
| 3ème     | 300      | Chungmugong Yi Sun-sin (DDH-975) | 20 novembre 2009 | 23 décembre 2009    | 21 avril 2010     | 20 mai 2010       |                                                                |
| 4ème     | 300      | Gang Gam-chan (DDH-979)          | 2 avril 2010     | 21 avril 2010       | 12 septembre 2010 | 4 octobre 2010    |                                                                |
| 5ème     | 300      | Wang Geon (DDH-978)              | 9 juillet 2010   | 13 septembre 2010   | 28 décembre 2010  | 20 janvier 2011   |                                                                |
| 6ème     | 300      | Choe Yeong (DDH-981)             | 8 décembre 2010  | 29 décembre 2010    | 5 mai 2011        | 27 mai 2011       | Opération Dawn of Gulf of Aden Première guerre civile libyenne |
| 7ème     | 300      | Chungmugong Yi Sun-sin (DDH-975) | 5 avril 2011     | 6 mai 2011          | 12 septembre 2011 | 4 octobre 2011    |                                                                |
| 8ème     | 300      | Munmu le Grand (DDH-976)         | 12 août 2011     | 13 septembre 2011   | 14 janvier 2012   | 10 février 2012   |                                                                |
| 9ème     | 300      | Dae Jo-yeong (DDH-977)           | 16 décembre 2011 | 15 janvier 2012     | 22 mai 2012       | 15 juin 2012      |                                                                |
| 10ème    | 300      | Wang Geon (DDH-978)              | 23 avril 2012    | 23 mai 2012         | 11 septembre 2012 | 22 octobre 2012   |                                                                |
| 11ème    | 300      | Gang Gam-chan (DDH-979)          | 20 août 2012     | 12 septembre 2012   |                   |                   |                                                                |